# Hi-Octane
Hi-Octane ist ein Rennspiel von Bullfrog Productions, das 1995 für den PC, die Sony PlayStation und das Sega Saturn veröffentlicht worden ist. Ausführender Produzent war Peter Molyneux. 

## Spielprinzip
In Hi-Octane hat man die Wahl zwischen sechs Hovercrafts, die sich in ihrer Höchstgeschwindigkeit, Panzerung, Feuerkraft und dem Gewicht unterscheiden. Es gibt sechs verschiedene Rennstrecken mit verschiedenen Schwierigkeitsgraden und unterschiedlicher Umgebung, wie beispielsweise Wüstengebiete oder Straßen in Großstädten. Obwohl das Spiel verschiedene Werte für Höchstgeschwindigkeit, Panzerung, Feuerkraft und Gewicht der Fahrzeuge anzeigt, sind die tatsächlichen Werte aller Fahrzeuge gleich.
Verfügbare Waffen sind Raketen und eine Minigun. Während die Raketen zwar mehr Schaden anrichten, verfügt der Spieler aber nur über eine begrenzte Anzahl an Munition. Dahingegen hat die Minigun keine Munitionsbegrenzung, kann sich dafür aber unter Dauerfeuer aufheizen und bei Überhitzung für eine kurze Zeit versagen. Während der Fahrt verbraucht das Fahrzeug Benzin. Sollte das Benzin auf der Strecke ausgehen, bleibt das Fahrzeug stehen, bekommt jedoch nach einiger Zeit etwas Benzin in den Tank gefüllt, um weiterfahren zu können. Die Schutzschilde verlieren an Haltbarkeit unter Beschuss und das Fahrzeug wird zerstört, wenn die Schilde aufgebraucht sind. Dann benötigt es einige Zeit, um sich „zu erholen“. Ein Tod bedeutet somit nicht das Aus, addiert sich jedoch negativ zur Spielerwertung.
Der Spieler kann einen Turboknopf verwenden, um das Fahrzeug für eine kurze Zeit schneller zu machen. Der Turbo verbraucht jedoch eine kleine Menge an Raketenmunition.
Auf den Strecken gibt es Abschnitte, die das Aufladen von Munition, Schilden und Benzin ermöglichen. Zusätzlich erfüllen diese Funktion auch auf der Strecke platzierte Powerups. Es gibt auch besondere Powerups, die den Schaden der Minigun oder Raketen erhöhen, sowie den Turbo verstärken.
Eine Besonderheit in der Spielmechanik ist, dass die verschiedenen Fahrzeugtypen zwar äußerlich unterschiedliche Größen aufweisen, bei Kollisionen jedoch die gleiche Größe haben. Dementsprechend kann die Entfernung zu einem Gegenstand unter Umständen geringer sein als die Karosserie es eigentlich erlauben würde, bevor man mit ihm kollidiert.
Es gibt vier verschiedene Kamerawinkel, aus denen man das Fahrzeug beim Fahren betrachten kann. Drei davon sind von hinten aus unterschiedlichen Entfernungen und eine Sicht, um nach hinten zu blicken.

## Rezeption
Konzeptionell bleibe Hi-Octane eher schlicht, sei aber liebevoll umgesetzt und mache dauerhaft Spaß. Die hohen Systemanforderungen hätten zur Zeit des Erscheinens einen Großteil der PC-Spieler ausgeschlossen. Die ruckelige Grafik würde sich auch massiv auf die Steuerung auswirken. Mit einem entsprechend ausgerüsteten PC machen die Rennen Spaß. Die Mischung aus spannenden Kurvenduellen und Raketensalven funktioniere insbesondere im Netzwerk hervorragend. Sich verändernde Strecken sei ein cleveres Feature. Im Einzelspieler bleibe Hi-Octane eher durchschnittlich, auch wenn sich die Computergegner gut an den Fahrstil anpassen. Die Steuerung sei sowohl mit Tastatur als auch Joystick gelungen. Die Magic Carpet Engine sei der Konkurrenz überlegen. Auf PlayStation und Saturn seien Spielbarkeit und Präsentation mangelhaft. Es zeichne sich aber weiterhin durch das intelligente Streckendesign aus.

## Erweiterung
Bullfrog Productions hat noch im gleichen Jahr eine Erweiterung für das Spiel herausgebracht, die für die DOS-Version in Form eines Patches und für das Sega Saturn veröffentlicht wurde. Diese enthielt drei neue Strecken sowie vier neue Spielmodi.